# Grèves dans le carburant en France en 2022
Les grèves dans le carburant en France en 2022 sont un mouvement social lié à l'inflation importante dans le pays. À l’automne 2022, des ouvriers des raffineries et des dépôts de carburants de France métropolitaine se mettent en grève afin d’obtenir des augmentations de salaires.

## Contexte
L’année 2022 est marquée en France par une inflation de 6,4 % alors que les salaires n’ont progressé que de 3,3%  en moyenne.
La situation est similaire pour les salariés du secteur pétrolier en France. TotalEnergies, première entreprise française, qui a affiché des résultats records en 2021, a augmenté le salaire de son PDG ainsi que les dividendes versés aux actionnaires. La rémunération annuelle de Patrick Pouyanné est ainsi passée de 3,918 millions d’euros en 2020 (une rémunération diminuée de 36,4 % par rapport à 2019 liée à un variable affecté par les mauvais résultats du groupe et une amputation volontaire de son salaire) à 5,944 millions d’euros en 2021 (soit -3,45% par rapport à 2019). La situation est similaire chez ExxonMobil. L’origine directe du mouvement est le refus des directions d’indexer l’augmentation des salaires sur l’inflation.

## Effets de la grève

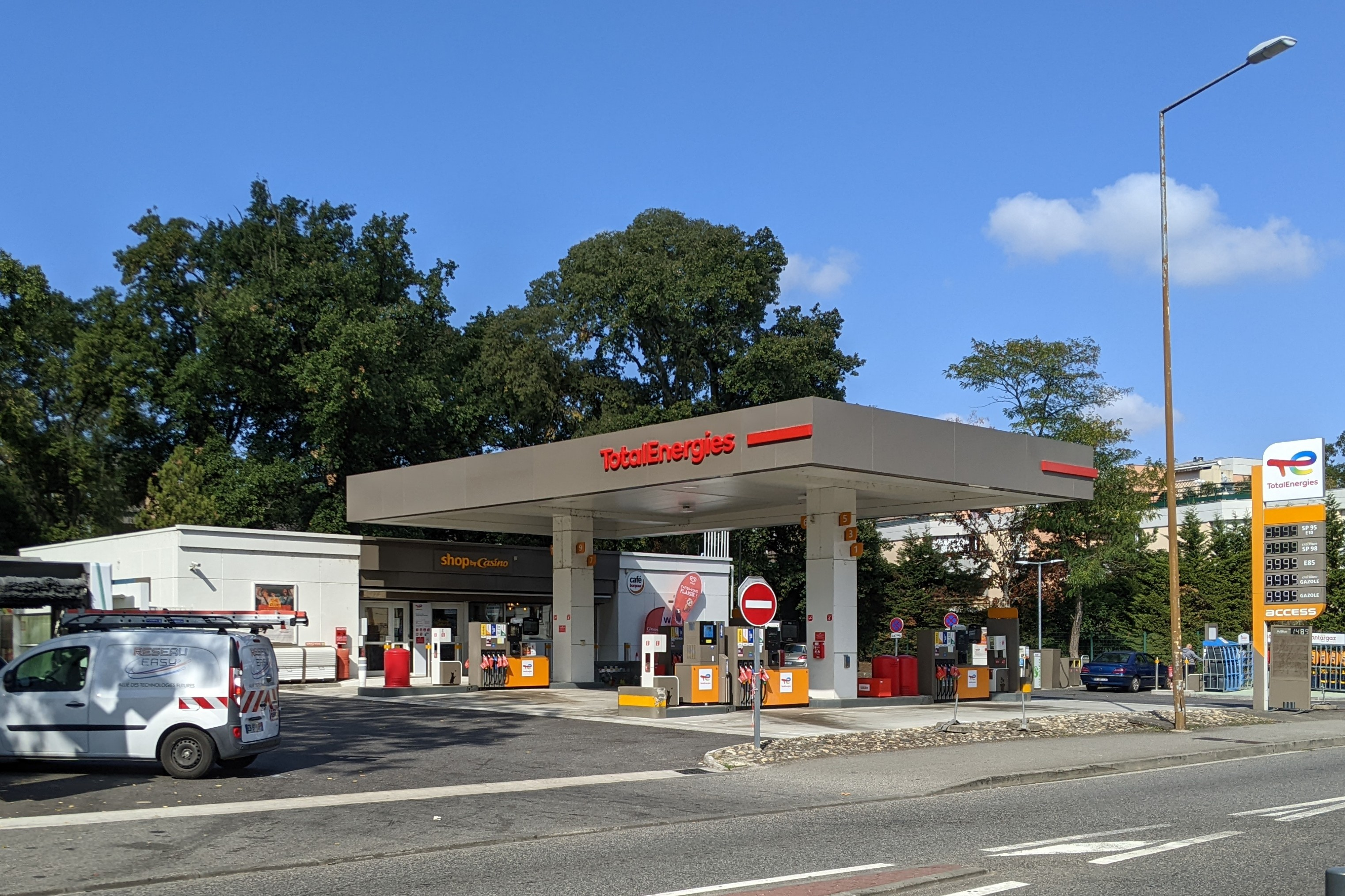
Pénurie de carburant dans une station TotalEnergies de Toulouse.

En quelques jours, le nombre de stations-services en tension, puis en rupture d'un ou plusieurs produits augmente. L'action des grévistes touche de nombreux secteurs économiques, forçant le gouvernement d'Elisabeth Borne à intervenir dans un conflit au sein d’entreprises privées.
En Belgique, le nombre de Français allant acheter de l'essence augmente sensiblement jusqu'à faire craindre une pénurie.

## Réactions gouvernementales
Le gouvernement français, à la recherche d’une résolution rapide au conflit, demande à Total d’accepter des augmentations de salaire plus importantes, ce que l’entreprise refuse en proposant une prime exceptionnelle.
Alors que la situation des pompes à essence s’aggrave, le gouvernement ordonne des réquisitions de salariés malgré le fait que l’État français ait été condamné pour cette même pratique en 2010 lors du mouvement social contre la réforme des retraites Sarkozy-Fillon,.

## Réaction de l’opinion publique
Les grévistes sont peu soutenus par les Français. La Tribune décrit une « opinion publique exaspérée de ne pas trouver de carburant. », la réaction du gouvernement de réquisitionner étant présentée comme le résultat d’une « situation trop éruptive dans l’opinion publique ».
Selon un sondage, la gestion de la crise par le gouvernement est très sévèrement critiquée par les Français, les réquisitions étant approuvées à une faible majorité des sondés. Selon un autre sondage, la majorité des sondés soutiennent la possibilité d'un recours aux forces de l'ordre pour débloquer les dépôts de carburants. Les sympathisants de tous les mouvements politiques valident ces réquisitions, à l'exception de ceux de la France insoumise, qui s'y opposent à 52 %.

## Élargissement du mouvement
Une journée de grève et de manifestations interprofessionnelles a lieu le 18 octobre à l’appel de la CGT, de FO, de Solidaires, de la FSU et d’organisations de jeunesse et étudiantes.
Les cortèges rassemblent 300 000 personnes selon les syndicats, 107 000 selon la police.